# エトロフ発緊急電
『エトロフ発緊急電』（エトロフはつきんきゅうでん）は、佐々木譲による日本の小説作品。第二次大戦三部作のひとつである。
新潮社のレーベルである"新潮ミステリー倶楽部"の収録作として、書下ろしで刊行された。
1993年に『エトロフ遥かなり』のタイトルでNHKによりテレビドラマ化された。

## 概要
第二次世界大戦前夜、日本海軍の動向を探るため、憲兵に追われながらも単身日本（東京〜エトロフ島）に潜入した日系アメリカ人スパイと、それとは知らずに恋に落ちる薄幸な女。そして彼らを取り巻く、様々な思いを抱く人々。戦争に翻弄される人々の過酷な運命を描く。

## 書籍情報
- 単行本：新潮社〈新潮ミステリー倶楽部〉、1989年10月、ISBN 978-4106027147
- 文庫：新潮文庫、1994年1月（改版2017年4月）、ISBN 978-4101223124

## 受賞歴
- 第3回山本周五郎賞受賞
- 第43回日本推理作家協会賞長編部門受賞
- 第8回日本冒険小説協会大賞国内部門大賞受賞
- このミステリーがすごい! 1989年版第4位

## 登場人物
ケニー斉藤（斉藤賢一郎）
主人公。日系アメリカ人スパイ。少年時代に弁護士を目指すも、出生による障害（アメリカ社会での日系人の扱い）によって断念する。船員などを経た後、スペイン義勇軍に参加するも夢破れて帰国し、雇われ暗殺者に。ある暗殺遂行時にアメリカ海軍情報局に拘束の後、日本国内におけるスパイ活動を強制される。サンディエゴにてスパイ教育を受け、ハワイでの最初の任務（卒業試験）をクリアした後、マニラ経由で日本に潜入する。入国地横浜で同士・金森と出会い、協力者であるスレンセンの手引きにより、スパイ活動に従事するが、やがて憲兵隊に追われる身となり、逃走の結果金森を失う。しばらくスレンセンの教会に匿われ、その後新たな任務である真珠湾奇襲の真偽確認、及び出航時期探索の為、エトロフ島に向かう。追っ手から逃れ、艱難辛苦の末辿り着いた島で、駅逓の女主人・岡谷ゆきと運命的な出会いを遂げる。
岡谷ゆき
エトロフ島の駅逓女主人。エトロフ島に漂着し、一時的に駅逓に滞在したロシア人船員の父と、駅逓の1人娘である日本人の母を持つハーフ。許されざる出生（私生児）により、様々な迫害を受ける。札幌の写真館の主人と駆け落ちして島を去るも、程なく破局を迎え、その後様々な職業を転々とするもいずれも長続きせず、結局帰島する。叔父夫婦の跡を継ぎ、駅逓を切り盛りするようになったある日、宣造に発見されたケニーと運命的な出会いを遂げる。
金森（金東仁）
朝鮮人。アメリカ側スパイ。日本統治下の強制労働により反日感情に芽生え、日本国内でスパイ活動に従事するようになる。日本に潜入したケニーと共に東京でスパイ活動を行うが、情報授受の場を発見されたことで憲兵隊に追跡されるようになり、ケニーを逃がし、自らは射殺される。
ロバート・スレンセン
アメリカ人宣教師でスパイ。南京に赴任中、最愛の女性である美蘭（中国人女子学生）を日本陸軍に惨殺され、反日スパイ活動の仲介者となる。特命を帯びて日本に潜入したケニーに対して、任務の仲介、必要機材の提供などを行う。金森射殺後に逃げ込んだケニーをしばらく匿い、新たな任務に送り出した後、憲兵隊に踏み込まれ、その場で拳銃自殺を遂げる。
秋庭保
憲兵大尉。反日スパイの捜査中、海軍文官の披露宴で、ケニーの存在を知る。様々な情報を元に、スレンセンの教会に踏み込むが、あと一歩のところでケニーを取り逃がし、スレンセンにも自殺されてしまう。残された情報を元に、ケニーの行き先を推測し、逮捕を磯田に命じて、函館、さらにはエトロフ島に派遣する。
磯田茂平
叩き上げの憲兵。軍曹。秋庭の命令によりケニーの行方を追い続け、苦労の末、エトロフ島まで辿り着く。現地の海軍中尉・浜崎と共にケニーを追い詰める。
浜崎真吾
エトロフ島勤務の海軍中尉。以前上海に赴任中、テロにより最愛の女性（中国人）を失う。ゆきにその最愛の女性の面影を感じ、接近する。駅逓に滞在しているケニーの存在を快く思っていない。東京よりはるばるやってきた憲兵隊員・磯田によってケニーの正体を知り、共同して追い詰める。
エトロフ島駐在所所長
ゆきを幼い頃から知る。突然駅逓に現れたケニーを預かるゆきを心配するが、見守り続ける。
宣造
クリル人。駅逓の使用人。生まれながらにして使用人である自分の境遇に不満を持つが、ゆきには忠実に従い、慕っている。駅逓脇の小屋に住む。冬の海岸からのエトロフ島潜入で、体力を消耗し藁小屋で潜んでいたケニーを発見し、ゆきに知らせる。 最初はケニーを怪しんだが、やがて似たような境遇のケニーの考えに感化されるようになる。
大貫誠志郎
海軍中佐。連合艦隊司令部戦務参謀。ハワイ真珠湾奇襲の為の海軍機動部隊集結地をエトロフ島単冠湾とする旨上申し、採用される。前作『ベルリン飛行指令』では、山脇と共に極秘任務にあたった。
山脇順三
海軍文官（法務官）。スレンセンの教会にて挙式した自身の披露宴の際にケニーと出会う。新婚旅行中、自宅をケニーに侵入され、機密情報を盗まれる。なお小説三部作に通して登場し、彼の目線で太平洋戦争の開戦から終戦までが描かれる。
安藤真理子
山脇と結婚する女性。スレンセンの教会に潜伏していたケニーと出会う。ケニーの奏でるハーモニカの音色に乗って｢アメイジング・グレイス｣を唄う。小説三部作の一つ『ベルリン飛行指令』の主人公・安藤啓一大尉の妹であり、海軍士官の父とアメリカ人の母をもつハーフである。
ジミー江森
日系人。ハワイでバーを経営する一方、アメリカ海軍に協力する。ケニーの最初の任務（卒業試験）に関与する。
ミチコ
岩手の農村出身で、口減らしの為に売られた末、ハワイのバーで客を取る生活を送るようになる。スパイ最初の任務（卒業試験）遂行中のケニーと知り合い、惹かれる。
テイラー少佐
米国海軍情報部所属。ケニーを殺人罪の免責と引き換えに対日工作員としてスカウトする。
キャスリン・ウォード
海軍情報部で教官を務める。ケニーに日本での諜報活動をレクチャーする。

## テレビドラマ
『エトロフ遥かなり』のタイトルで1993年8月8日から11日にかけてNHK BSで全4回放送。地上波では1993年11月13日から12月4日にかけてNHKの土曜ドラマ枠で放送された。2003年にVHS版（NHKソフトウェア）、2013年にDVD版（NHKエンタープライズ）が発売された。2023年10月6日から27日にかけてNHK BSプレミアムおよびNHK BS4Kで再放送された。

### スタッフ
- 原作：佐々木譲
- 脚本・演出：岡崎栄
- 音楽：渡辺俊幸
- 制作：NHK

### キャスト
- ケニー斉藤（斉藤賢一郎） - 永澤俊矢
- 岡谷ゆき - 沢口靖子
- 金森（金東仁） - 金守珍
- ロバート・スレンセン - ロニー・サンタナ
- 秋庭保 - 大橋吾郎
- 磯田茂平 - 秋野太作
- 浜崎真吾 - 阿部寛
- 山口多門 - 久保晶
- 大塚所長 - 竜雷太
- 宣造 - 遠藤直人
- 大貫誠志郎 - 黒沢年男
- 山脇順三 - 冨家規政
- 安藤真理子 - 吉川十和子
- ジミー江森 - 河原崎長一郎
- ミチコ - 洞口依子
- 浜崎輝夫 - 阿部寛
- 岡谷ケンイチ - 永澤俊矢